# Victor Cordonnier
Émilien Louis Victor Cordonnier, född den 23 mars 1858 i Surgy, död 17 november 1936 i Neuilly-sur-Seine, var en fransk militär.
Cordonnier var vid första världskrigets utbrott brigadgeneral, befordrades 1915 till divisionsgeneral och förde som sådan från början av maj till slutet av juli 1916 med utmärkelse befälet över 8:e armékåren (i Argonnerna), varefter han blev chef för den nyorganiserade franska armén i Makedonien. Med denna, i vilken ryska kontingenten ingick, slog han den 14–17 september 1916 bulgarerna väster om Ostrovosjön, trängde dem tillbaka mot och intog Florina (18 samma månad). Den 19 oktober samma år avgick han, på grund av meningsskiljaktigheter med högste befälhavaren på Salonikifronten (Maurice Sarrail), från sitt befäl och återvände till Frankrike. Innan Cordonnier hann tillträda ett nytt befäl vid fronten, insjuknade han svårt och måste ta avsked ur aktiv tjänst. Han utgav Une brigade au feu (1921), vari han skildrar 87:e infanteribrigadens deltagande i krigets första skede.